# NGC 1502
NGC 1502 est un amas ouvert situé dans la constellation de  la Girafe. Il a été découvert par l'astronome germano-britannique William Herschel en 1787. Il est situé près de l'extrémité sud de l'astérisme de la cascade de Kemble.
NGC 1502 est situé à environ 821 pc (∼2 680 al) du système solaire et les dernières estimations donnent un âge de 11,2 millions d'années. Le diamètre apparent de l'amas est de 20,0 minutes d'arc, ce qui, compte tenu de la distance, donne un diamètre réel d'environ 15,6 années-lumière.
Selon la classification des amas ouverts de Robert Trumpler, cet amas renferme moins de 50 étoiles (lettre p) dont la concentration est moyenne (II) et dont les magnitudes se répartissent sur un grand intervalle (le chiffre 3).